# Misumena bicolor
Espèce
Misumena bicolor est une espèce d'araignées aranéomorphes de la famille des Thomisidae.

## Distribution
Cette espèce se rencontre en France dont en Corse, en Allemagne, en Tchéquie, en Autriche, en Italie en Sardaigne et en Tunisie.

## Description
La carapace du mâle holotype mesure 1,6 mm de long sur 1,6 mm.
La carapace du mâle décrit par Bach, Lauterbach, Astrin, Thorns et Bauer en 2024 mesure 1,3 mm de long sur 1,35 mm et l'abdomen 1,9 mm de long sur 1,35 mm.

## Systématique et taxinomie
Cette espèce a été décrite par Simon en 1875.

## Publication originale
- Simon, 1875 : Les arachnides de France. Paris, vol. 2, p. 1-350.